# Issoire
Issoire település Franciaországban, Puy-de-Dôme megyében. Lakosainak száma 15 078 fő (2022. január 1.). Issoire Bergonne, Le Broc, Orbeil, Pardines, Parentignat, Perrier, Saint-Yvoine és Solignat községekkel határos.

## Népesség
A település népességének változása:
| Lakosok száma | 14 286 | 14 564 | 15 193 | 14 822 | 15 214 | 15 296 | 15 297 | 15 014 | 15 078 |
|               | 2013   | 2015   | 2016   | 2017   | 2018   | 2019   | 2020   | 2021   | 2022   |